# Maître restaurateur
Pour les articles homonymes, voir maître.
Le titre de maître restaurateur, créé en 2007, est décerné par l’État, au travers des préfets, à partir d'un audit réalisé par un organisme indépendant. Il s'agit du seul titre officiel pour la restauration, désormais inscrit dans la loi ce qui lui confère une importance supplémentaire. Il met en avant des compétences professionnelles reconnues et l'engagement à travailler des produits bruts, essentiellement frais. Ce titre permet au consommateur d'identifier les restaurateurs de métier, et de les sécuriser concernant la nature de la prestation. 